# 中國工商銀行（加拿大）
中國工商銀行（加拿大）（英語：Industrial and Commercial Bank of China (Canada)），简称工银加拿大，是中國工商銀行在加拿大的一家全牌照银行，总部位于多伦多市。并被中國人民銀行指定爲加拿大人民幣清算行。

## 歷史
中國工商銀行（加拿大），前身是加拿大东亚银行，加拿大东亚银行是香港東亞銀行在加拿大的子公司，于1991年设立，至被收购前有六家分行。
中國工商銀行于2009年6月4日与东亚银行就收购加拿大东亚银行及出售工商东亚股权签订了买卖协议。根据协议，工行同意向东亚银行支付8025万加元的对价，收购加拿大东亚银行70%的股权，东亚银行持有剩余30%的股权。同时，工行向东亚银行出售其持有工商东亚75%的股权，交易对价为3.72亿港元。以上两项交易互为前提条件。
2010年7月6日，加拿大东亚银行正式改名为工银加拿大。
2013年8月6日,工银加拿大开始发行银联加元人民币双币信用卡。
2014年11月9日，工银加拿大被中國人民銀行指定爲加拿大人民幣清算行。并在2015年3月23日，正式启动加拿大的人民币清算行业务，也意味着工银的全球全天候不间断人民币交易清算体系的建成。
2021年12月25日，工银加拿大因未上报可疑账户，被加拿大金融监管机构罚款70.1万加元。